# Enošima
Enošima (japonsky 江の島) je malý ostrov v zálivu Sagami v prefektuře Kanagawa, na který vede 389 metrů dlouhý most z pobřežního města Fudžisawa. Během odlivu je ostrov s pevninou spojen úzkým písčitým pruhem. U mostu zastavuje vlak na lince Fudžisawa–Kamakura.
Na ostrově je několik šintoistických svatyň, ta nejvýznamnější v jeskyni na jihozápadě ostrova je zasvěcena bohyni Benzaiten, s jejímž kultem je ostrov spojen. Podle legendy se zde ve 12. století modlil za vítězství Joritomo Minamoto a nechal zde postavit bránu torii. Počínaje obdobím Edo byl ostrov poutním místem, které se postupně přeměnilo v turistickou destinaci – v roce 2016 ostrov navštívilo 7 milionů turistů. Poutní cestě na Enošimu se věnuje například jedna z kapitol Glimpses of Unfamiliar Japan Lafcadia Hearna z roku 1896. Mezi další navštěvovaná místa patří botanická zahrada Samuela Cockinga a maják s rozhlednou Sea Candle. Enošima je v popředí jednoho z 36 pohledů na horu Fudži malíře Hokusaie.
Před olympijskými hrami v roce 1964 zde byl postaven přístav, který sloužil jako sportoviště pro jachting. Během druhých olympijských her konaných v Japonsku byla Enošima opět dějištěm jachtingu a windsurfingu.

## Galerie

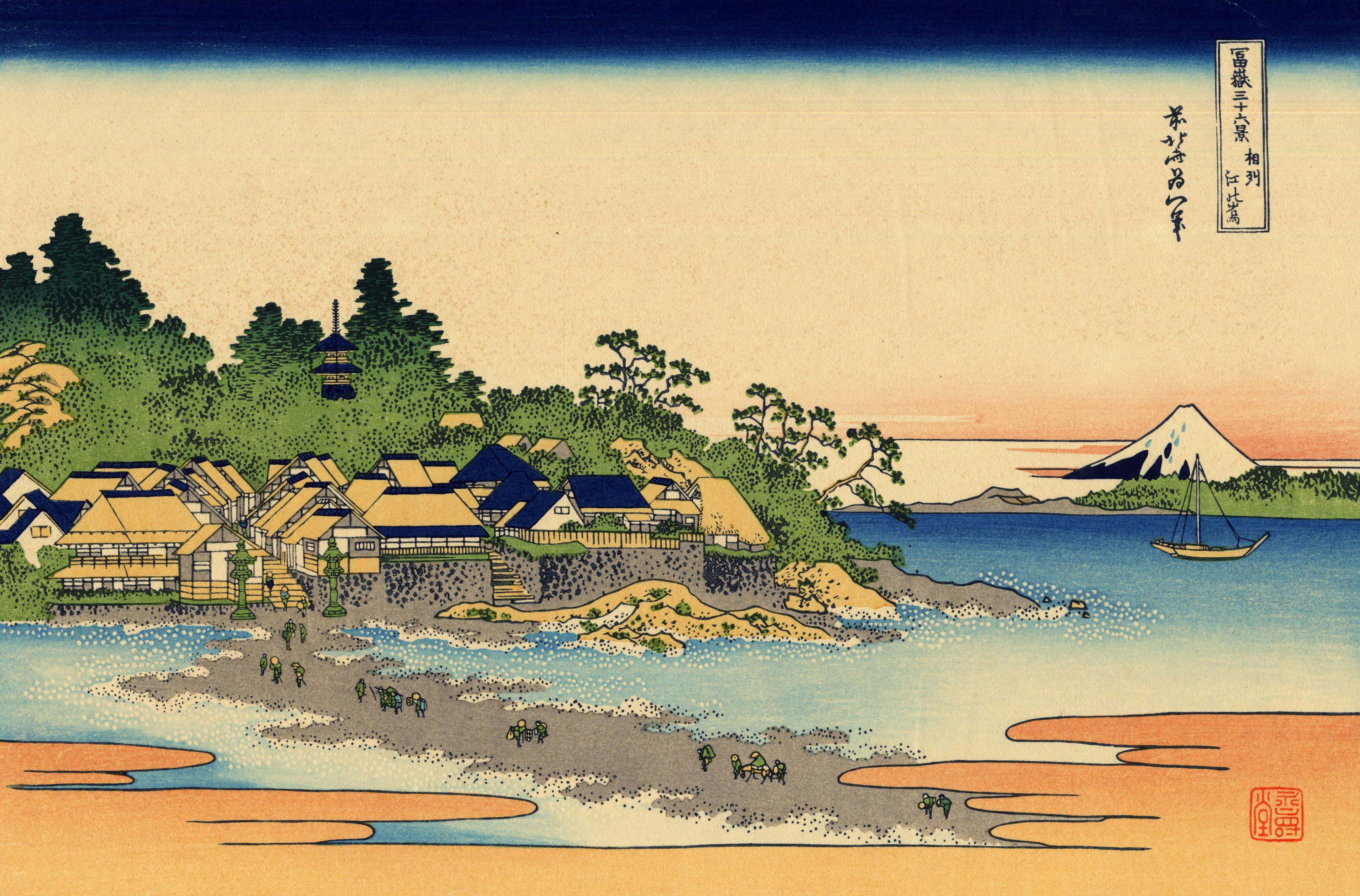
Enošima v provincii Sagami, Hokusai
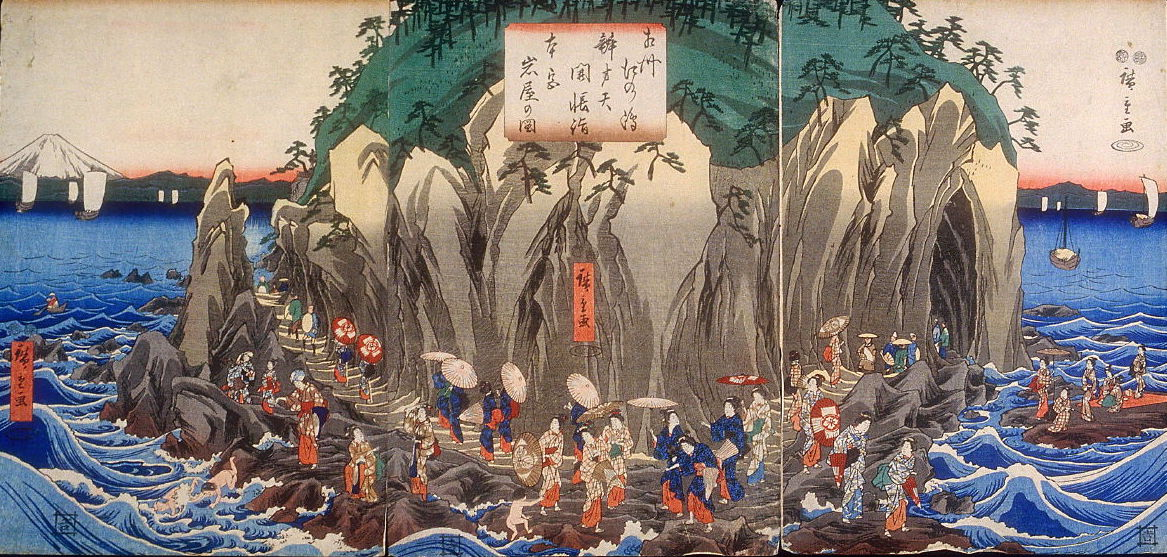
Pouť do jeskynní svatyně, Hirošige
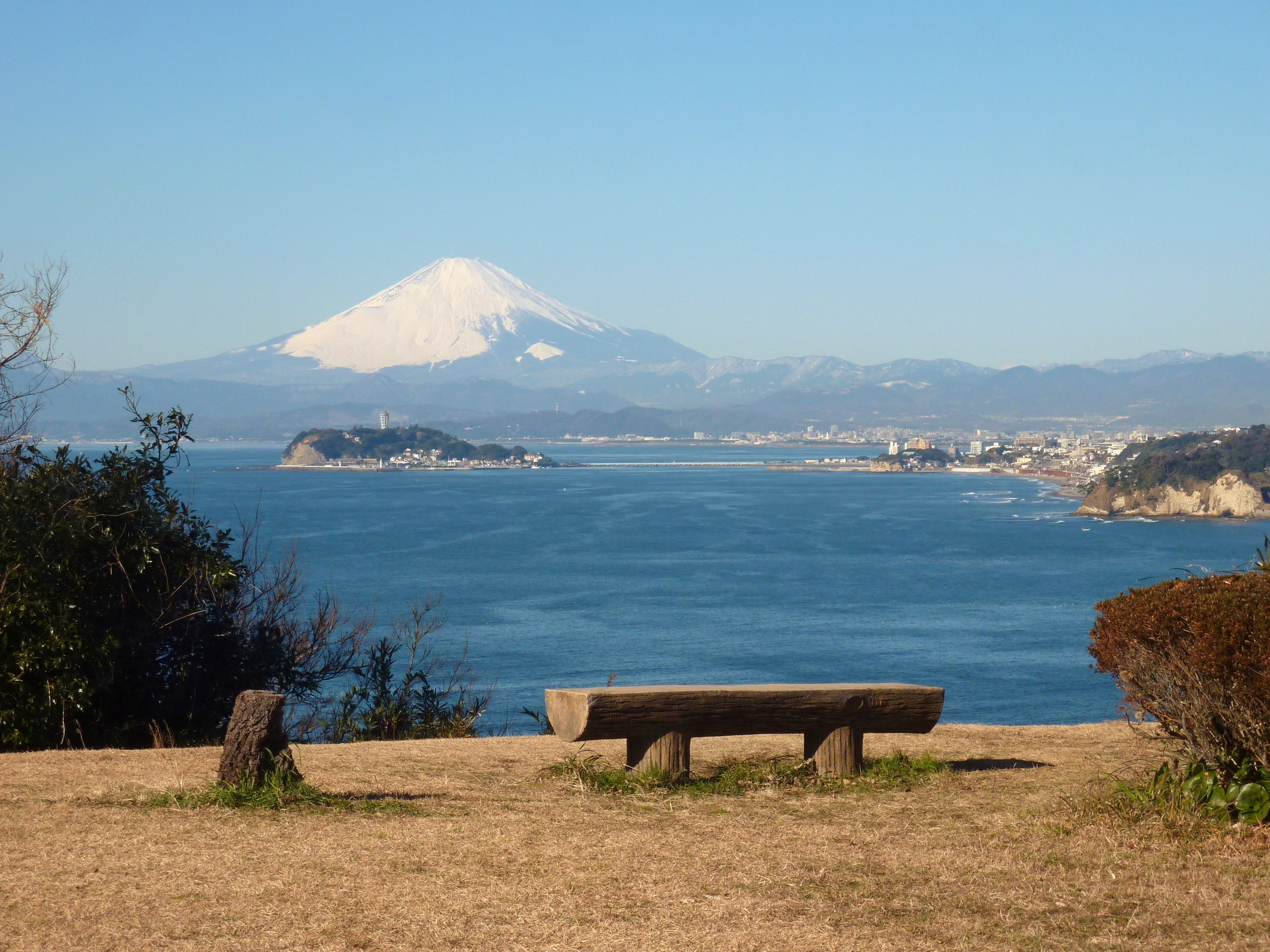
Enošima s horou Fudži v pozadí
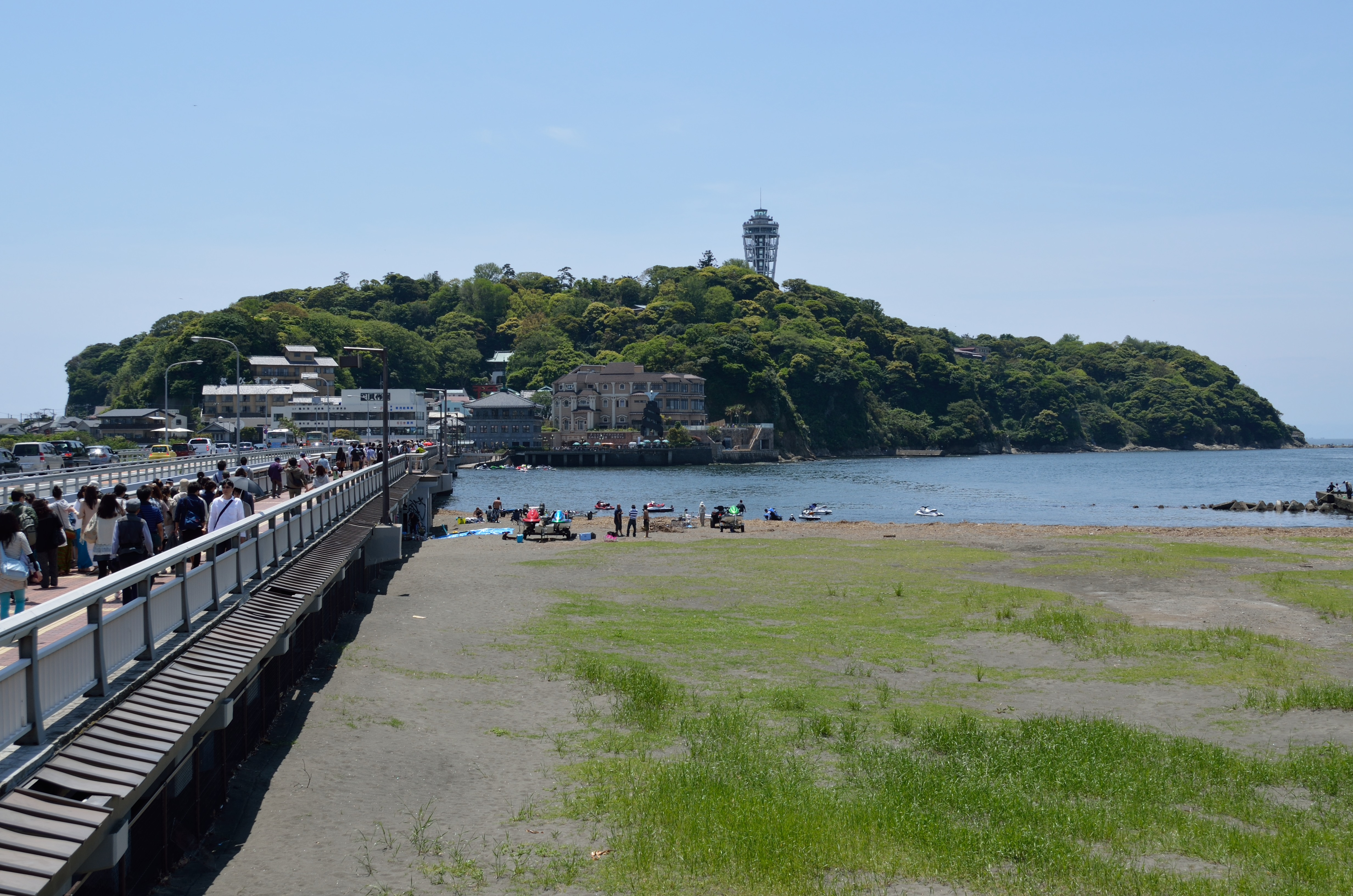
Lávka pro pěší a silniční most na Enošimu
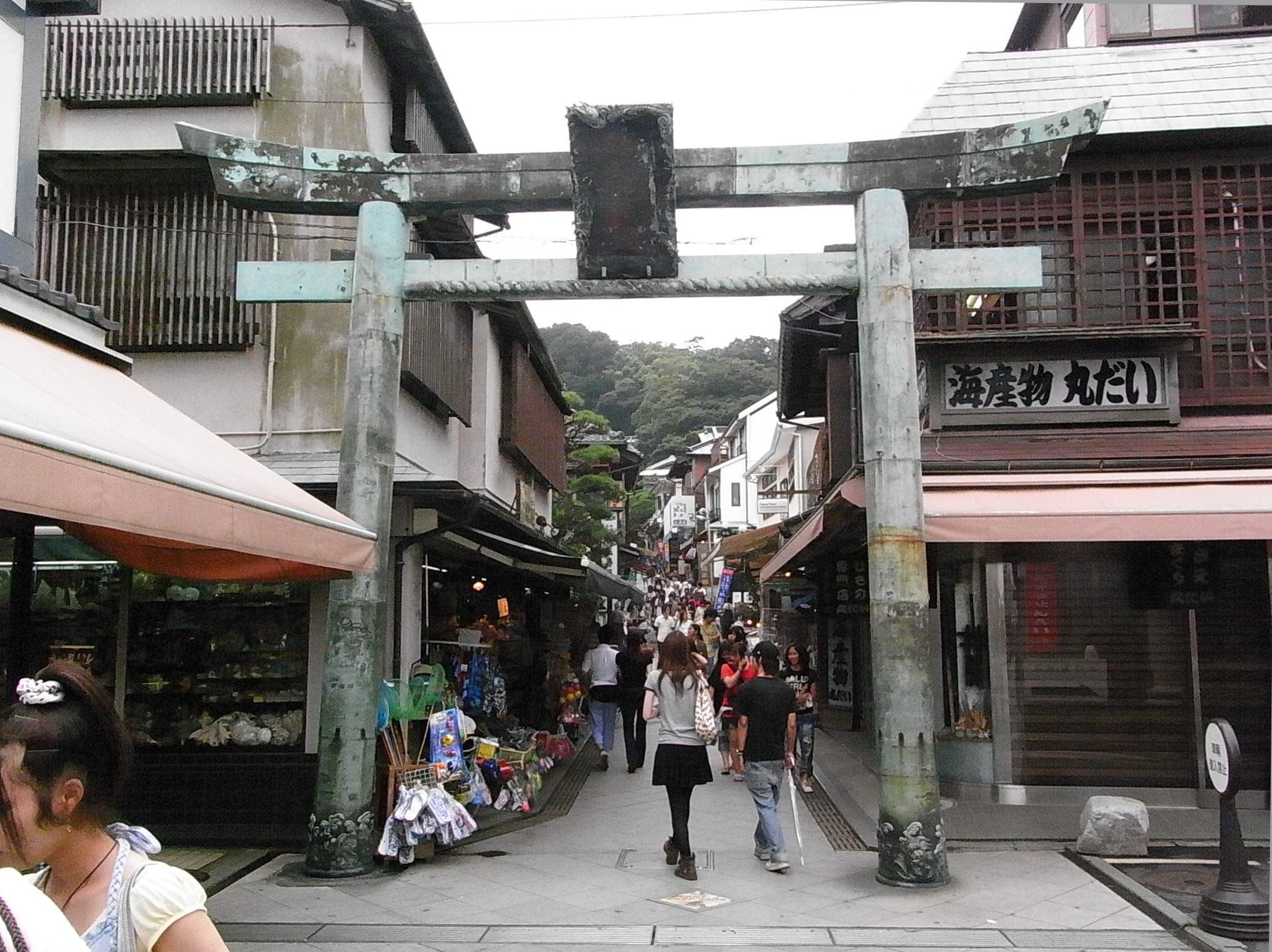
Jedna z brán torii na ostrově, za ní ulice s obchody
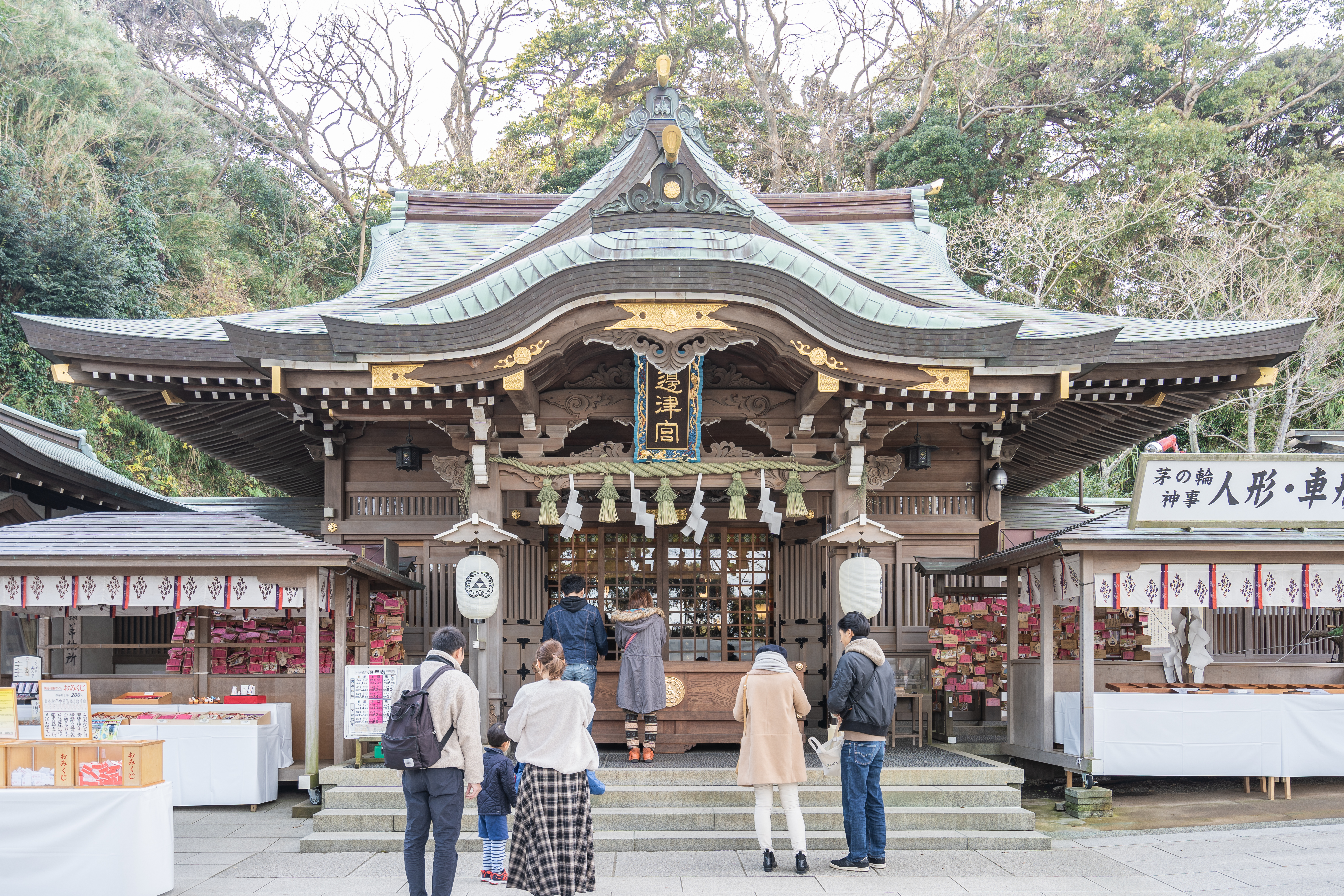
Svatyně s turisty
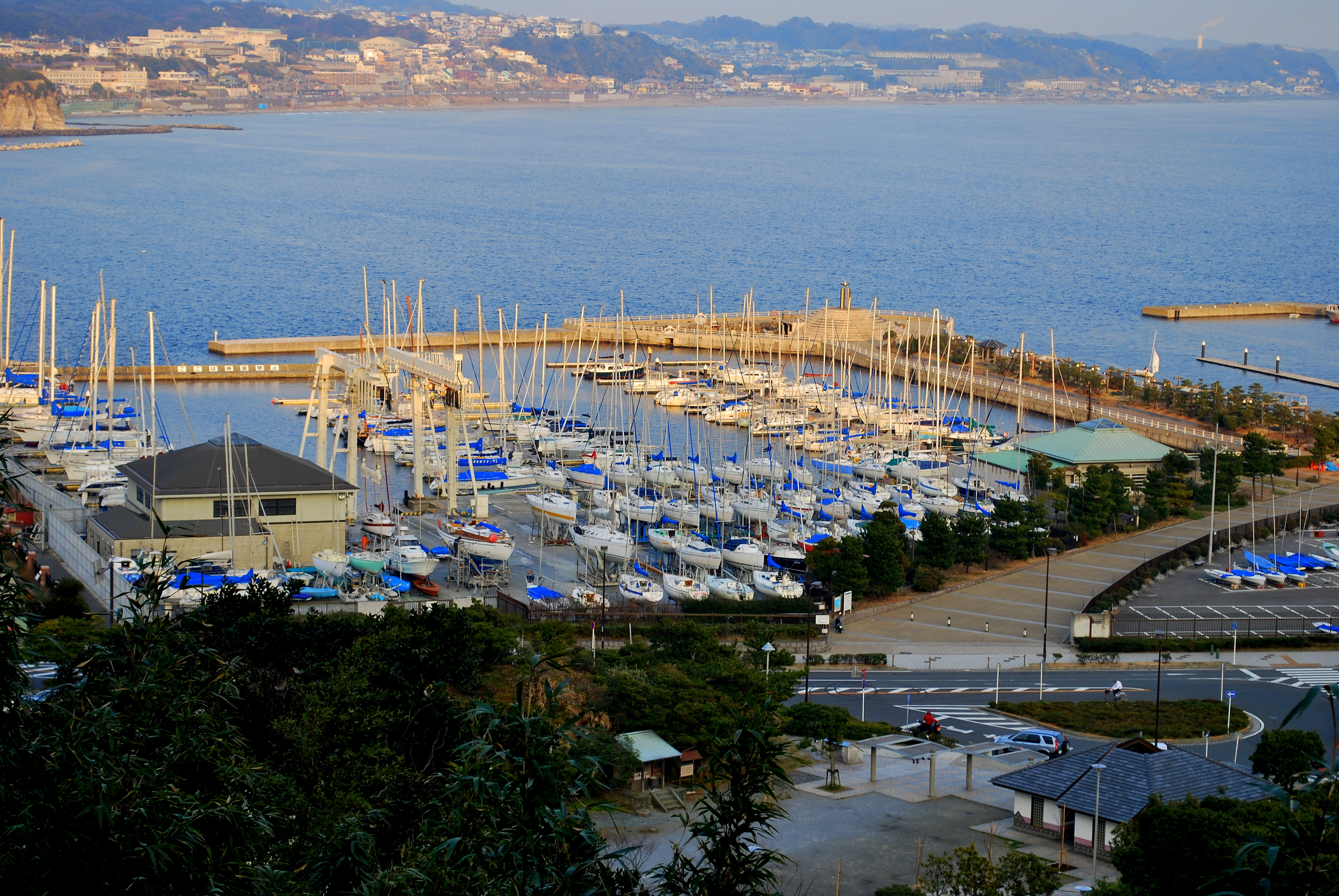
Pohled na přístav a záliv z vrcholu
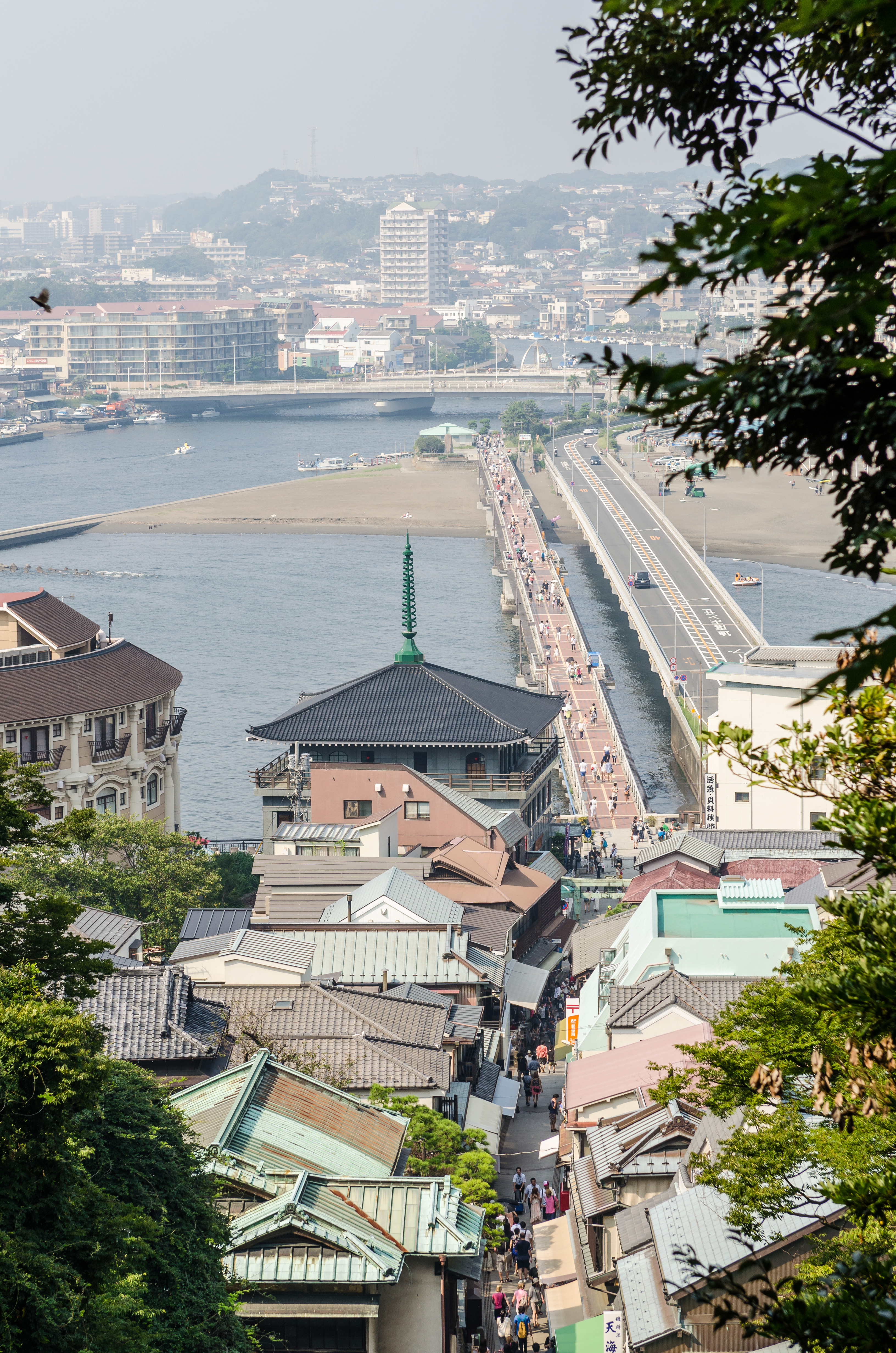
Zástavba na Enošimě, most a Fudžisawa
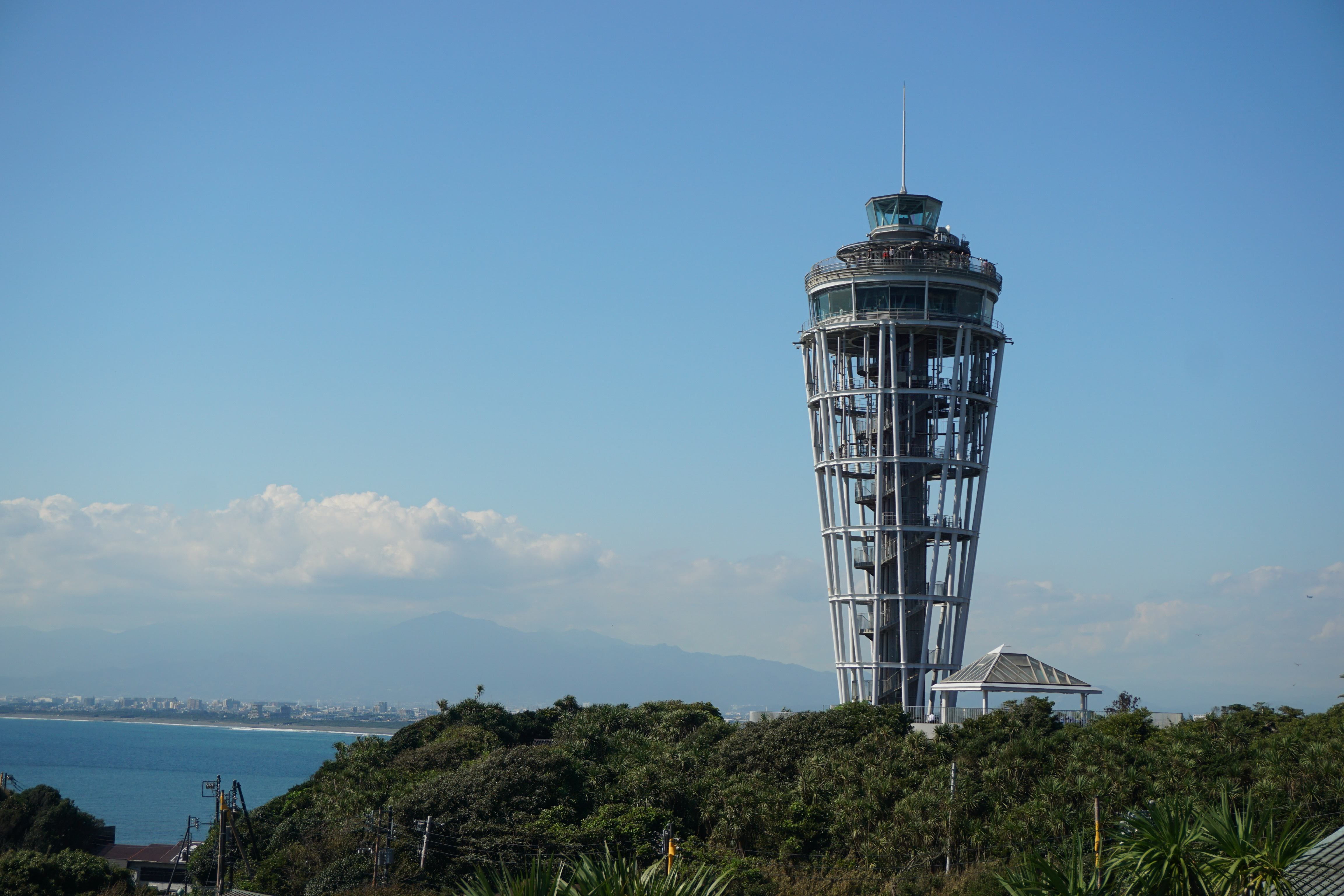
Maják s rozhlednou Sea Candle z roku 2002